# Andreas Ivanschitz
Andreas Ivanschitz (født 5. oktober 1983 i Eisenstadt, Østrig) er en østrigsk fodboldspiller, der spiller for Viktoria Plzen. Han spiller fortrinsvis på den offensive midtbane. Han har tidligere spillet for blandt andet Rapid Wien, Mainz 05 og Panathinaikos.

## Karriere
Ivanschitz, som blev født ind i en burgenlandkroatisk familie, begyndte som seksårig at spille fodbold i byens lokale klub ASK Baumgarten, hvor han tilbragte de følgende ni år (1989-1998). Talentspejdere fra Rapid Wien opdagede hans talent, og i  1998 skrev han under på sin første professionelle kontrakt med de østrigske mestre. Den 26. oktober 1999 spillede Ivanschitz i en alder af 16 år mod Ranshofen i sin første kamp for Rapid Wien. Hans debut i Bundesligaen fandt sted i 2000 mod Wüstenrot Salzburg. Ivanschitz scorede 27 mål i 177 kampe for klubben og var i sæsonen 2004-05 med til at vinde det østrigske mesterskab. Desuden blev han i 2003 kåret til årets fodboldspiller i Østrig. I januar 2006 skiftede Ivanschitz til Red Bull Salzburg.
Efter en halv sæson i Red Bull Salzburg, skiftede han til græske Panathinaikos. Her spillede han i 5 år, hvor han 2 af årene var lejet ud til Mainz 05, som i 2011 også købte ham, efter 2 succes-fulde sæsoner hos tysker klubben.
I 2013 skiftede Ivanschitz til spanske Levante.
Ivanschitz spillede 69 kampe for Østrigs landshold, som han var anfører for ved EM i 2008 på hjemmebane.

## Titler
Rapid Wien
- Østrigs Bundesliga (2005)
- Årets fodboldspiller i Østrig (2003)